# Olympische Sommerspiele 1992/Leichtathletik – Hochsprung (Frauen)

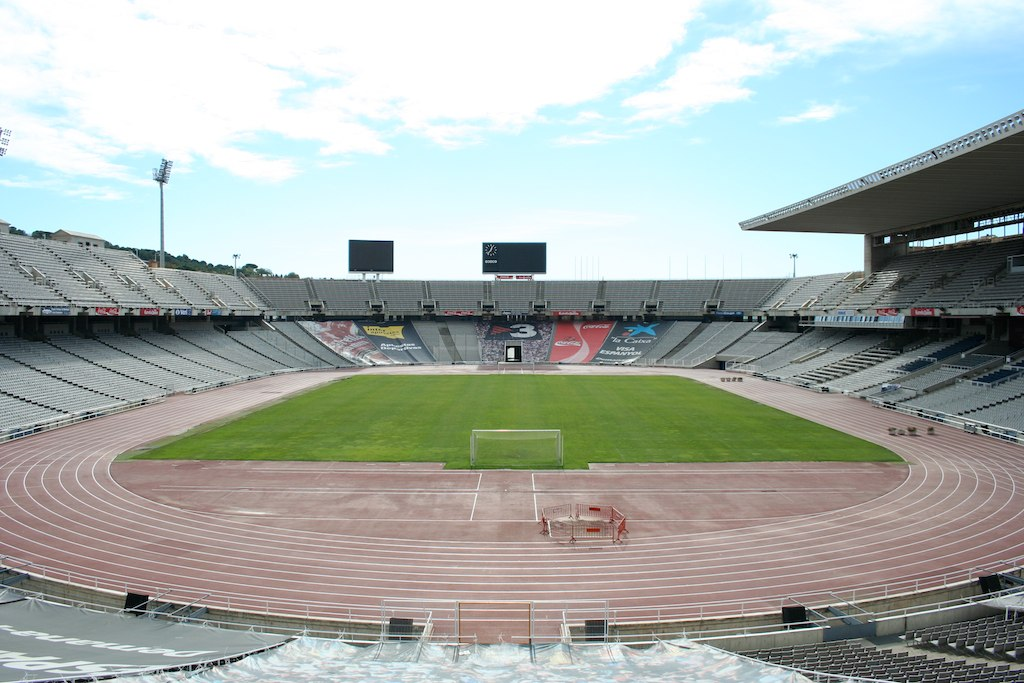
Das Olympiastadion von Barcelona im Jahr 2008

Der Hochsprung der Frauen bei den Olympischen Spielen 1992 in Barcelona wurde am 6. und 8. August 1992 im Olympiastadion Barcelona ausgetragen. 41 Athletinnen nahmen teil.
Olympiasiegerin wurde die Deutsche Heike Henkel. Sie gewann vor der Rumänin Alina Astafei und der Kubanerin Ioamnet Quintero.
Für Deutschland gingen neben Siegerin Henkel Marion Goldkamp und Birgit Kähler an den Start. Goldkamp schied in der Qualifikation aus, Kähler erreichte das Finale und wurde Elfte.

Auch die Österreicherin Sigrid Kirchmann erreichte das Finale. Sie belegte Rang fünf.

Die Schweizerin Sieglinde Cadusch scheiterte in der Qualifikation.

Sportlerinnen aus Liechtenstein nahmen nicht teil.

## Aktuelle Titelträgerinnen
| Olympiasiegerin 1988                      | Louise Ritter ( USA)            | 2,03 m | Seoul 1988            |
| Weltmeisterin 1991                        | Heike Henkel ( Deutschland)     | 2,05 m | Tokio 1991            |
| Europameisterin 1990                      | Heike Henkel ( BR Deutschland)  | 1,99 m | Split 1990            |
| Panamerikanische Meisterin 1991           | Ioamnet Quintero ( Kuba)        | 1,88 m | Havanna 1991          |
| Zentralamerika und Karibik-Meisterin 1991 | Cristina Fink ( Mexiko)         | 1,86 m | Xalapa 1991           |
| Südamerika-Meisterin 1991                 | Orlane dos Santos ( Brasilien)  | 1,89 m | Manaus 1991           |
| Asienmeisterin 1991                       | Yoko Ota ( Südkorea)            | 1,83 m | Kuala Lumpur 1991     |
| Afrikameisterin 1992                      | Lucienne N’Da ( Elfenbeinküste) | 1,95 m | Belle Vue Maurel 1992 |
| Ozeanienmeisterin 1990                    | Carmel Corbett ( Neuseeland)    | 1,77 m | Suva 1990             |

## Bestehende Rekorde
| Weltrekord         | 2,09 m | Stefka Kostadinowa ( Bulgarien) | Rom, Italien              | 30. August 1987    |
| Olympischer Rekord | 2,03 m | Louise Ritter ( USA)            | Finale OS Seoul, Südkorea | 30. September 1988 |

Der bestehende olympische Rekord wurde bei diesen Spielen nicht erreicht. Am höchsten sprang die deutsche Olympiasiegerin Heike Henkel, die im Finale 2,02 m erzielte und damit den olympischen Rekord nur um einen Zentimeter verfehlte. Zum Weltrekord fehlten ihr sieben Zentimeter.

## Legende
Kurze Übersicht zur Bedeutung der Symbolik – so üblicherweise auch in sonstigen Veröffentlichungen verwendet:
| – | verzichtet   |
| o | übersprungen |
| x | ungültig     |

## Qualifikation
Datum: 6. August 1992, 9:30 Uhr
Für die Qualifikation wurden die Athletinnen in zwei Gruppen gelost. Die Qualifikationshöhe für den direkten Finaleinzug betrug 1,92 m. Mit sechzehn Wettbewerberinnen, die diese Höhe übersprangen (hellblau unterlegt), wurde die Mindestanzahl von zwölf Finalteilnehmerinnen übertroffen.

### Gruppe A

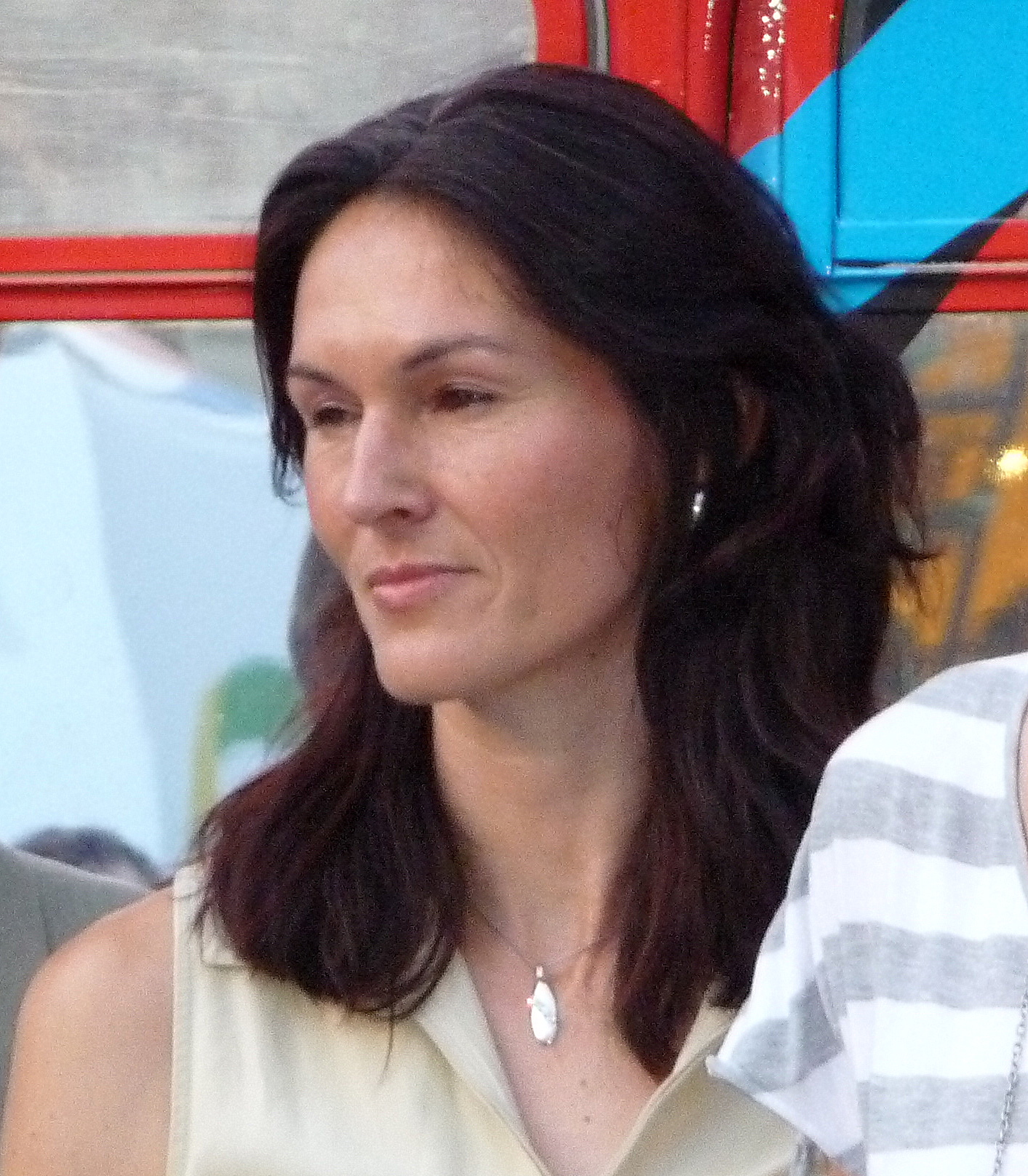
Šárka Kašpárková (hier in einer Aufnahme des Jahres 2011) scheiterte mit 1,88 m in Qualifikationsgruppe A

| Platz | Name                | Nation           | 1,60 m | 1,65 m | 1,70 m | 1,75 m | 1,79 m | 1,83 m | 1,86 m | 1,88 m | 1,90 m | 1,92 m | Höhe   |
| ----- | ------------------- | ---------------- | ------ | ------ | ------ | ------ | ------ | ------ | ------ | ------ | ------ | ------ | ------ |
| 1     | Stefka Kostadinowa  | Bulgarien        | –      | –      | –      | –      | –      | o      | o      | –      | o      | o      | 1,92 m |
| 2     | Alina Astafei       | Rumänien         | –      | –      | –      | –      | xo     | o      | o      | o      | o      | o      | 1,92 m |
| 3     | Birgit Kähler       | Deutschland      | –      | –      | –      | o      | o      | xo     | o      | xo     | o      | o      | 1,92 m |
| 4     | Alison Inverarity   | Australien       | –      | –      | –      | –      | –      | –      | xo     | xo     | xo     | o      | 1,92 m |
| 5     | Silvia Costa        | Kuba             | –      | –      | –      | –      | o      | –      | o      | –      | o      | xo     | 1,92 m |
| 6     | Donata Jancewicz    | Polen            | –      | –      | –      | o      | –      | xo     | o      | o      | o      | xo     | 1,92 m |
| 7     | Tanya Hughes        | USA              | –      | –      | –      | –      | o      | o      | xo     | o      | xxo    | xo     | 1,92 m |
| 8     | Britta Bilač        | Slowenien        | –      | –      | –      | o      | o      | o      | o      | xxo    | o      | xxo    | 1,92 m |
| 9     | Sandrine Fricot     | Frankreich       | –      | –      | –      | –      | o      | o      | o      | o      | xxo    | xxx    | 1,90 m |
| 10    | Katarzyna Majchrzak | Polen            | –      | –      | –      | o      | –      | o      | o      | o      | xxx    |        | 1,88 m |
| 11    | Ljudmila Andonowa   | Bulgarien        | –      | –      | –      | –      | o      | o      | o      | xxo    | xxx    |        | 1,88 m |
| 11    | Šárka Kašpárková    | Tschechoslowakei | –      | –      | –      | o      | o      | o      | o      | xxo    | xxx    |        | 1,88 m |
| 13    | Marion Goldkamp     | Deutschland      | –      | –      | –      | –      | o      | o      | o      | xxx    |        |        | 1,86 m |
| 14    | Joanne Jennings     | Großbritannien   | –      | –      | o      | o      | o      | xxo    | xo     | xxx    |        |        | 1,86 m |
| 15    | Sieglinde Cadusch   | Schweiz          | –      | –      | xo     | o      | o      | o      | xxo    | xxx    |        |        | 1,86 m |
| 16    | Olga Bolșova        | EUN              | –      | –      | –      | –      | xo     | o      | xxx    |        |        |        | 1,83 m |
| 17    | Nikoletta Gavera    | Griechenland     | –      | –      | xo     | o      | xo     | o      | xxx    |        |        |        | 1,83 m |
| 18    | Lucienne N’Da       | Elfenbeinküste   | –      | –      | o      | o      | o      | xxx    |        |        |        |        | 1,79 m |
| 19    | Najuma Fletcher     | Guyana           | –      | xo     | o      | o      | xxo    | xxx    |        |        |        |        | 1,79 m |
| 20    | Charmaine Weavers   | Südafrika        | o      | o      | o      | o      | xxx    |        |        |        |        |        | 1,75 m |
| DNS   | Sriyani Kulawansa   | Sri Lanka        |        |        |        |        |        |        |        |        |        |        |        |

### Gruppe B

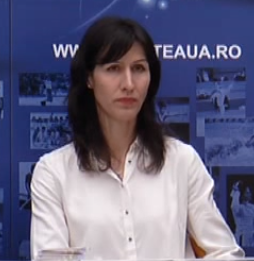
Oana Musunoi, spätere Oana Pantelimon, erreichte mit 1,86 m nicht das Finale

Margarida Moreno war die erste Leichtathletin aus Andorra bei Olympischen Spielen.
| Platz | Name                 | Nation           | 1,60 m | 1,65 m | 1,70 m | 1,75 m | 1,79 m | 1,83 m | 1,86 m | 1,88 m | 1,90 m | 1,92 m | Höhe   |
| ----- | -------------------- | ---------------- | ------ | ------ | ------ | ------ | ------ | ------ | ------ | ------ | ------ | ------ | ------ |
| 1     | Heike Henkel         | Deutschland      | –      | –      | –      | –      | –      | –      | o      | –      | –      | o      | 1,92 m |
| 1     | Deborah Marti        | Großbritannien   | –      | –      | –      | o      | o      | o      | o      | o      | o      | o      | 1,92 m |
| 3     | Ioamnet Quintero     | Kuba             | –      | –      | –      | –      | o      | –      | o      | –      | xo     | o      | 1,92 m |
| 4     | Valentīna Gotovska   | Lettland         | –      | –      | –      | o      | o      | o      | o      | o      | xxo    | o      | 1,92 m |
| 5     | Olga Turtschak       | EUN              | –      | –      | –      | o      | o      | o      | o      | xo     | xxo    | o      | 1,92 m |
| 6     | Tazzjana Scheutschyk | EUN              | –      | –      | –      | –      | o      | –      | o      | o      | o      | xo     | 1,92 m |
| 7     | Sigrid Kirchmann     | Österreich       | –      | –      | –      | –      | o      | o      | xo     | xxo    | xo     | xxo    | 1,92 m |
| 8     | Megumi Sato          | Japan            | –      | –      | –      | o      | o      | o      | xxo    | xxo    | xxo    | xxo    | 1,92 m |
| 9     | Beata Hołub          | Polen            | –      | –      | –      | –      | o      | o      | o      | –      | o      | xxx    | 1,90 m |
| 9     | Judit Kovács         | Ungarn           | –      | –      | –      | o      | o      | o      | o      | o      | o      | xxx    | 1,90 m |
| 11    | Sue Ellen Rembao     | USA              | –      | –      | –      | –      | o      | o      | xo     | o      | o      | xxx    | 1,90 m |
| 12    | Nelė Savickytė       | Litauen          | –      | –      | –      | o      | o      | xo     | o      | xxo    | o      | xxx    | 1,90 m |
| 14    | Antonella Bevilacqua | Italien          | –      | –      | o      | o      | o      | o      | xo     | xxo    | xxo    | xxx    | 1,90 m |
| 14    | Niki Bakogianni      | Griechenland     | –      | –      | –      | o      | o      | o      | o      | xo     | xxx    |        | 1,88 m |
| 15    | Amber Welty          | USA              | –      | –      | –      | o      | o      | o      | xo     | xxo    | xxx    |        | 1,88 m |
| 16    | Oana Musunoi         | Rumänien         | –      | –      | –      | –      | xo     | o      | o      | xxx    |        |        | 1,86 m |
| 17    | Swetlana Lessewa     | Bulgarien        | –      | –      | –      | –      | o      | xo     | xxx    |        |        |        | 1,83 m |
| 17    | Šárka Nováková       | Tschechoslowakei | –      | –      | o      | o      | o      | xo     | xxx    |        |        |        | 1,83 m |
| 19    | Cristina Fink        | Mexiko           | –      | –      | –      | o      | o      | xxo    | xxx    |        |        |        | 1,83 m |
| 20    | Jaruwan Jenjudkarn   | Thailand         | –      | –      | xo     | xxo    | xxx    |        |        |        |        |        | 1,75 m |
| 21    | Margarida Moreno     | Andorra          | –      | o      | o      | xxx    |        |        |        |        |        |        | 1,70 m |

## Finale

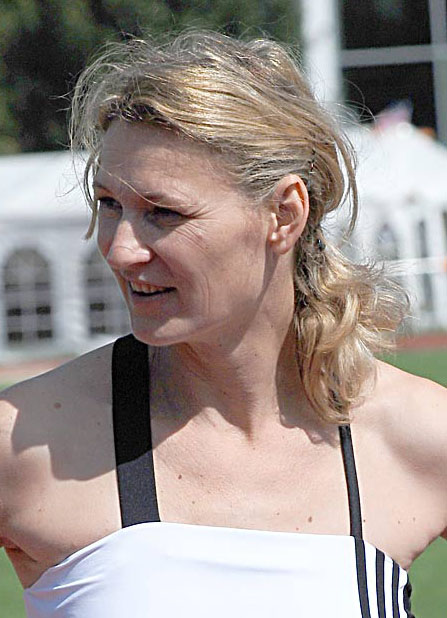
Olympiasiegerin Heike Henkel (Foto: 2007)

Datum: 8. August 1992, 18:30 Uhr
| Platz | Name                 | Nation         | 1,78 m | 1,83 m | 1,88 m | 1,91 m | 1,94 m | 1,97 m | 2,00 m | 2,02 m | 2,06 m | Endresultat |
| ----- | -------------------- | -------------- | ------ | ------ | ------ | ------ | ------ | ------ | ------ | ------ | ------ | ----------- |
| 1     | Heike Henkel         | Deutschland    | –      | –      | –      | o      | –      | xxo    | o      | o      | xxx    | 2,02 m      |
| 2     | Alina Astafei        | Rumänien       | o      | o      | o      | o      | o      | o      | o      | xxx    |        | 2,00 m      |
| 3     | Ioamnet Quintero     | Kuba           | o      | –      | o      | o      | xo     | xo     | xx–    | x      |        | 1,97 m      |
| 4     | Stefka Kostadinowa   | Bulgarien      | –      | –      | o      | o      | o      | xxx    |        |        |        | 1,94 m      |
| 5     | Sigrid Kirchmann     | Österreich     | –      | o      | o      | xo     | o      | xxx    |        |        |        | 1,94 m      |
| 6     | Silvia Costa         | Kuba           | –      | o      | o      | xo     | xxo    | xxx    |        |        |        | 1,94 m      |
| 7     | Megumi Sato          | Japan          | o      | o      | xo     | o      | xxx    |        |        |        |        | 1,91 m      |
| 8     | Alison Inverarity    | Australien     | –      | o      | xxo    | o      | xxx    |        |        |        |        | 1,91 m      |
| 9     | Deborah Marti        | Großbritannien | o      | o      | o      | xxo    | xxx    |        |        |        |        | 1,91 m      |
| 10    | Donata Jancewicz     | Polen          | –      | o      | o      | xxx    |        |        |        |        |        | 1,88 m      |
| 11    | Tanya Hughes         | USA            | o      | o      | xo     | xxx    |        |        |        |        |        | 1,88 m      |
| 11    | Birgit Kähler        | Deutschland    | o      | o      | xo     | xxx    |        |        |        |        |        | 1,88 m      |
| 13    | Valentīna Gotovska   | Lettland       | o      | o      | xo     | xxx    |        |        |        |        |        | 1,88 m      |
| 13    | Olga Turtschak       | EUN            | o      | o      | xo     | xxx    |        |        |        |        |        | 1,88 m      |
| 15    | Britta Bilač         | Slowenien      | xo     | o      | xxx    |        |        |        |        |        |        | 1,83 m      |
| 15    | Tazzjana Scheutschyk | EUN            | –      | xo     | xxx    |        |        |        |        |        |        | 1,83 m      |

Für das Finale hatten sich sechzehn Athletinnen direkt qualifiziert. Zwei Kubanerinnen, zwei Deutsche und zwei Starterinnen aus dem Vereinten Team trafen auf jeweils eine Athletin aus Australien, Bulgarien, Japan, Lettland, Österreich, Polen, Rumänien, Slowenien, den USA und Großbritannien.
Als Favoritinnen galt zunächst einmal die deutsche Welt- und Europameisterin Heike Henkel. Eine Konkurrentin war die bulgarische Weltrekordlerin Stefka Kostadinowa, die allerdings nicht mehr die Topform ihrer starken Saison 1987 hatte. Die beiden UdSSR-Hochspringerinnen Jelena Jelessina und Inha Babakowa, die bei den letzten Weltmeisterschaften die Ränge zwei und drei belegt hatten, waren hier in Barcelona nicht am Start. Stark verbessert im Olympiajahr hatte sich die Rumänin Alina Astafei, später für Deutschland am Start, die neben Olga Turtschak aus dem Vereinten Team eine weitere Medaillenkandidatin war.
Nach übersprungenen 1,94 m waren nur noch sechs Finalistinnen im Rennen. Neben Henkel und Kostadinowa hatten auch die Kubanerinnen Silvia Costa und Ioamnet Quintero, Astafei sowie die Österreicherin Sigrid Kirchmann diese Höhe bewältigt. Costa, Kirchmann und Kostadinowa scheiterten an den nun aufgelegten 1,97 m. Astafei lag ohne jeden Fehlversuch an der Spitze. Einmal gerissen hatte Quintero, Henkel sogar zweimal. Astafei und Henkel übersprangen 2,00 m im ersten Versuch. Ioamnet Quintero riss die Latte zweimal und nahm den letzten Versuch in die nächste Höhe von 2,02 m mit. Doch auch diesmal gelang ihr der Sprung nicht, somit blieb ihr die Bronzemedaille. Astafei scheiterte mit ihren drei Sprüngen ebenfalls an 2,02 m, Henkel dagegen nahm die Höhe gleich im ersten Versuch. Damit war Heike Henkel Olympiasiegerin, Alina Astafei gewann Silber. An der neuen Olympiarekordhöhe von 2,06 m scheiterte Henkel dreimal. Vierte wurde Stefka Kostadinowa vor Sigrid Kirchmann und Silvia Costa.
Heike Henkel gewann die vierte deutsche Goldmedaille im Hochsprung der Frauen, wobei die beiden Siege durch Ulrike Meyfarth 1972 und 1984 für die Bundesrepublik Deutschland sowie Rosemarie Ackermanns Goldmedaille 1976 für die DDR hier gemeinsam gezählt sind. Nach dieser Rechnung lag Deutschland bei der Anzahl der Siege gleichauf mit den USA an der Spitze in der Zahl der Olympiasiege im Hochsprung der Frauen.
Ioamnet Quintero gewann die erste kubanische Medaille in dieser Disziplin.

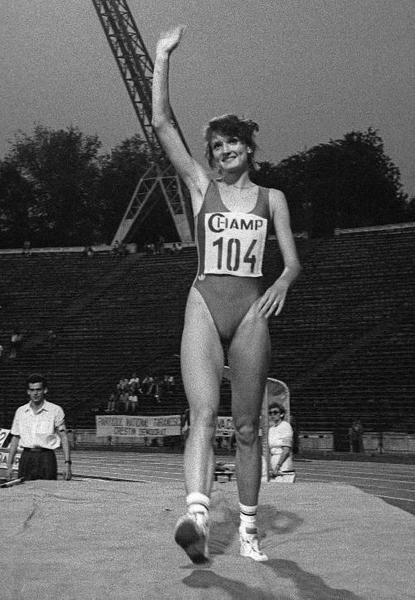
Silbermedaillengewinnerin Alina Astafei
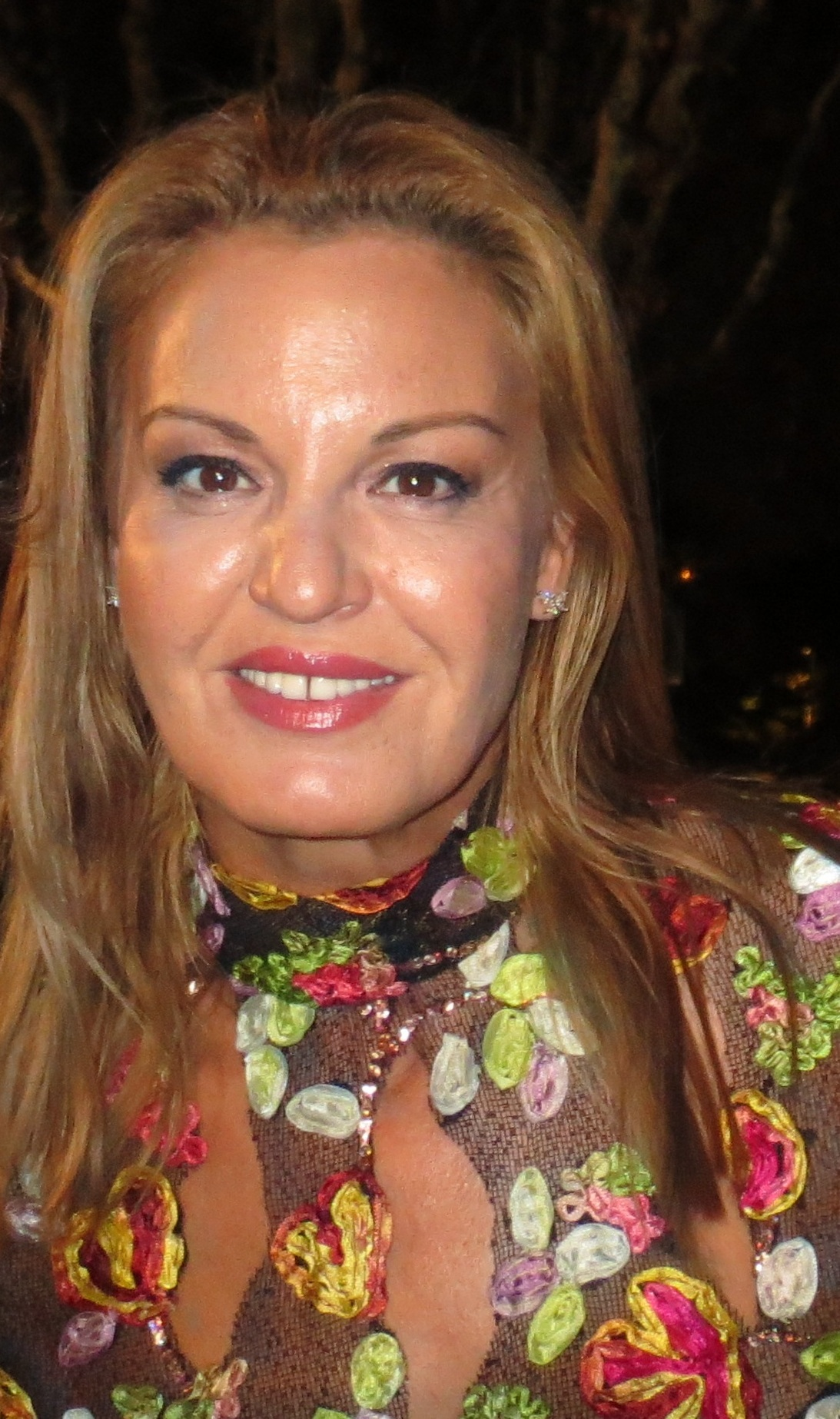
Die Weltrekordinhaberin Stefka Kostadinowa belegte Rang vier

## Videolinks
- Women's High Jump Final at the Barcelona 1992 Olympics, youtube.com, abgerufen am 30. Dezember 2021
- Women's High Jump Final Barcelona Olympics 1992, youtube.com, abgerufen am 19. Februar 2018
- 4149 Olympic Track & Field 1992 High Jump Women Heike Henkel, youtube.com, abgerufen am 30. Dezember 2021
- 4142 Olympic Track & Field 1992 High Jump Women Galina Astafei, youtube.com, abgerufen am 30. Dezember 2021
- 4122 Olympic Track & Field 1992 High Jump Women Stefka Kostadinova, youtube.com, abgerufen am 30. Dezember 2021